# Hans-Peter Hasenfratz
Hans-Peter Hasenfratz (* 22. Februar 1938 in Zürich; † 15. Dezember 2016 in Bochum) war ein Schweizer evangelischer Theologe und Religionsphänomenologe. 

## Leben
Hasenfratz studierte Evangelische Theologie an der Universität Zürich, wo Eduard Schweizer sein wichtigster Lehrer war. 1974 wurde er mit der Schrift Die Rede von der Auferstehung Jesu Christi promoviert, 1979 habilitierte er sich mit Die toten Lebenden: eine religionsphänomenologische Studie zum sozialen Tod in archaischen Gesellschaften. Von 1985 bis 2003 war er Professor für Religionswissenschaften an der Evangelisch-Theologischen Fakultät der Ruhr-Universität Bochum.
Verheiratet war er seit 1972 mit der Pfarrerin Ilse Hasenfratz-Frank. Nach ihrem Tod 2010 heiratete er die Theologin Mirjam Kübler. Er hatte einen Sohn.

## Publikationen (Auswahl)
- Das Christentum. Eine kleine Problemgeschichte. Theolog. Verl., Zürich 1992.
- Der indische Weg. Herder, Freiburg 1994.
- Leben mit den Toten. Herder, Freiburg 1998.
- Der Tod in der Welt der Religionen. Wissenschaftliche Buchgesellschaft, Darmstadt 2009.